# Boris Rankov

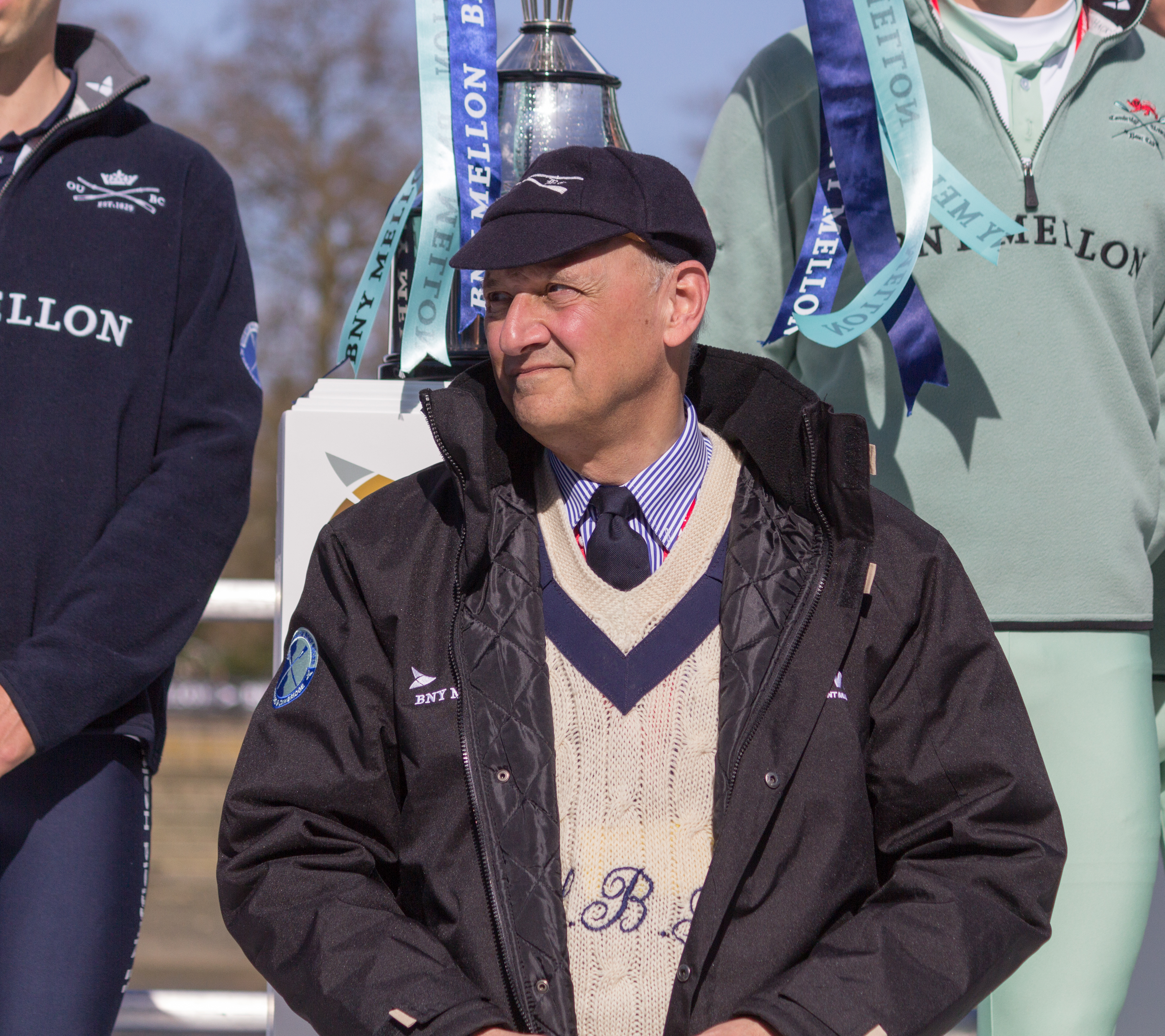
Boris Rankov beim Boat Race 2015

Boris Rankov (voller Name Nikolas Boris Rankov; * 9. August 1954) ist ein britischer Althistoriker und ehemaliger Ruderer.
Rankov besuchte die Bradford Grammar School in der Stadt Bradford. Anschließend studierte er das Fach Literae humaniores (etwa: Klassische Altertumswissenschaft) am Corpus Christi College der University of Oxford. Von 1980 bis 1983 war er Junior Research Fellow für Römische Archäologie am St Hugh’s College in Oxford. Anschließend forschte und lehrte er im Vereinigten Königreich, Australien und den Vereinigten Staaten. Zuletzt war er Professor am Royal Holloway, University of London, wo er Professor für Alte Geschichte wurde und 2022 in den Ruhestand trat.
In seiner Studienzeit nahm Rankov wiederholt als Mitglied des Oxforder Teams am sogenannten Boat Race teil, einer Ruderregatta zwischen den Mannschaften der Universitäten Oxford und Cambridge. Unter seiner Beteiligung gewann Oxford sechsmal in Folge, von 1978 bis 1983, den jährlichen Wettkampf. Seine Beteiligung führte zur Verabschiedung einer inoffiziellen Regel, der sogenannten Rankov rule („Rankov-Regel“), der zufolge jeder Teilnehmer nur viermal während seines grundständigen Studiums (als undergraduate) und viermal während seines postgradualen Studiums (als graduate) an der Regatta teilnehmen darf. Nach seinem Studium war Rankov zudem wiederholt Schiedsrichter des Wettkampfes. Er gilt als „Ruder-Legende“.
Als Althistoriker beschäftigt sich Rankov mit der Geschichte, Epigraphik und Archäologie der römischen Antike. Schwerpunkte seiner Arbeit liegen auf den römischen Reichsgrenzen (Limites), dem römischen Heer und der antiken Schifffahrt. Zudem war er in verschiedenen Positionen eng am Bau und Betrieb der Olympias beteiligt, einem durch die griechische Marine rekonstruierten antiken Kriegsschiffes für 170 Ruderer.

## Schriften
- The beneficiarii consularis in the western provinces of the Roman Empire. Dissertation, University of Oxford 1987 (Digitalisat).
- The Praetorian Guard. Osprey, London 1994, ISBN 1-85532-361-3.
- mit Norman J. E. Austin: Exploratio. Military and political intelligence in the Roman world from the Second Punic War to the battle of Adrianople. Routledge, London 1995, ISBN 0-415-04945-8 (Taschenbuchausgabe 1998).
- als Herausgeber mit Tim Cornell und Philip Sabin: The Second Punic War. A Reappraisal (= Bulletin of the Institute of Classical Studies. Supplementband 67). Institute of Classical Studies, London 1996, ISBN 0-900587-78-4.
- mit John Sinclair Morrison und John F. Coates: The Athenian trireme. The history and reconstruction of an ancient Greek warship. Cambridge University Press, Cambridge 2000, ISBN 0-521-56419-0 (die erste Ausgabe 1986 noch ohne Beteiligung Rankovs).
- als Herausgeber: Trireme Olympias. The final report. Sea trials 1992–4, conference papers 1998. Oxbow, Oxford 2012, ISBN 978-1-84217-434-0.
- mit David Blackman, Kalliopi Baika, Henrik Gerding und Jari Pakkanen: Shipsheds of the ancient Mediterranean. Cambridge University Press, Cambridge 2013, ISBN 978-1-107-00133-6.